# Biblioteca Nacional de Mujeres Jessie Street
La Biblioteca Nacional de Mujeres Jessie Street es una biblioteca especializada que recopila, preserva y promueve el conocimiento del patrimonio literario y cultural de las mujeres australianas.

## Historia
En respuesta a la dificultad de localizar material sobre las experiencias y los problemas relacionados con las mujeres en Australia, Shirley Jones y Lenore Coltheart pusieron en marcha esta biblioteca de mujeres. Sus objetivos son "aumentar la conciencia sobre los problemas de la mujer; preservar documentos sobre la vida y las actividades de las mujeres; apoyar el campo de la historia de las mujeres y resaltar la contribución de las mujeres al desarrollo de este país". Se estableció un comité y la Asociación de Bibliotecas de Mujeres de Jessie Street celebró una Reunión General Anual inaugural en agosto de 1989.
La biblioteca está patrocinada por el hijo de Jessie Street, Sir Laurence Street, la honorable Elizabeth Evatt y las poetas Judith Wright y Oodgeroo Noonuccal.
La biblioteca cuenta con personas voluntarias y está ubicada en el Centro Comunitario Ultimo, un lugar proporcionado por el Ayuntamiento de Sydney.

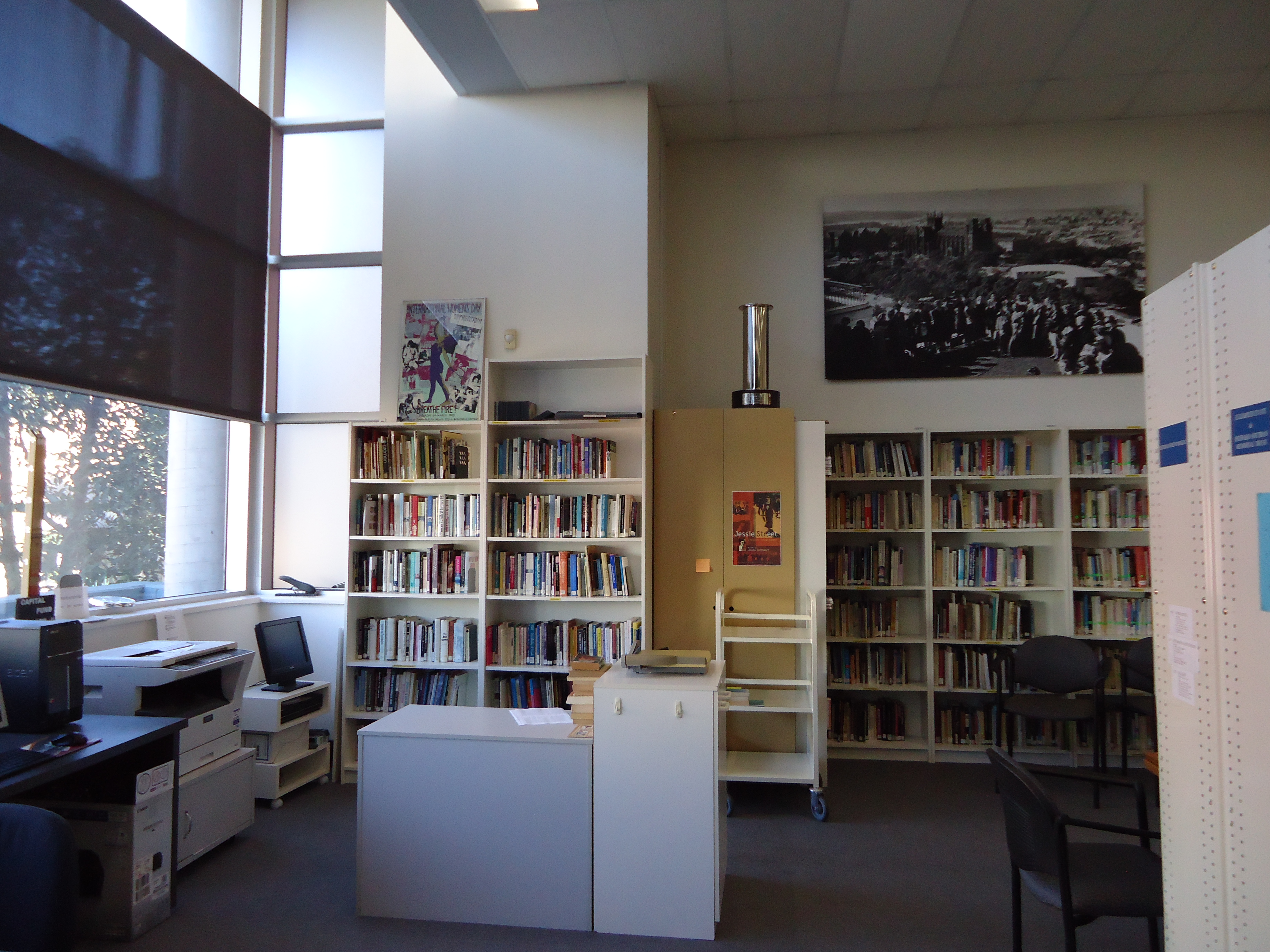
Vista interior de la Biblioteca Nacional de Mujeres de Jessie Street

### En memoria de Jessie Street
Jessie Street (1889 - 1970) fue durante muchos años defensora de los derechos de las mujeres en Australia. Fue una figura clave en la vida política australiana durante más de 50 años, conocida por hacer campaña por los derechos humanos y por las causas de las mujeres. En 1945, cuando se fundó Naciones Unidas, fue la única delegada australiana. En 1967 inició una enmienda exitosa a la constitución australiana para eliminar las referencias discriminatorias a las personas aborígenes.

## Colecciones
Las colecciones de la biblioteca incluyen archivos de documentos de organizaciones de mujeres australianas, documentos y cartas personales, diarios y prensa de mujeres australianas y también grabaciones de audio de entrevistas. Muchos de los libros y archivos personales de la colección han sido donados, incluidos 500 libros donados por la herencia de la feminista Eva Maria y una colección de 110 libros de o sobre Virginia Woolf.
En 1993, el antiguo Archivo de Mujeres de Canberra fue donado a la colección.